# Deutscher Filmpreis 2013
Die  63. Verleihung des Deutschen Filmpreises Lola fand am 26. April 2013 statt. Der Deutsche Filmpreis ist mit 2,955 Millionen Euro die höchstdotierte Kulturauszeichnung Deutschlands und wird von der 2003 gegründeten Deutschen Filmakademie in bis zu 18 Kategorien vergeben. Die Preisverleihung fand wie in den Vorjahren im Berliner Friedrichstadt-Palast statt und wurde vom Fernsehsender ZDF zeitversetzt ausgestrahlt. Als künstlerischer Leiter agierte Medienmanager und Fernsehproduzent Fred Kogel. Moderiert wurde die Gala-Verleihung von Mirjam Weichselbraun. Mit der Lola in Gold wurde Jan-Ole Gersters Debütfilm Oh Boy ausgezeichnet.
| Kategorie(n)     | Preisträger                                                                                                  | Nominierungen   |
| ---------------- | --- | --------------- |
| Spielfilm        | 1× Filmpreis in Gold à 500.000 EUR 1× Filmpreis in Silber à 425.000 EUR 1× Filmpreis in Bronze à 375.000 EUR | 6 à 250.000 EUR |
| Kinderfilm       | 1× Filmpreis in Gold à 250.000 EUR                                                                           | 2 à 125.000 EUR |
| Dokumentarfilm   | 1× Filmpreis in Gold à 200.000 EUR                                                                           | 3 à 100.000 EUR |
| Einzelleistungen | je 1× Filmpreis in Gold à 10.000 EUR                                                                         | 3 – undotiert   |
| Ehrenpreis       | undotiert | –               |

## Preisträger und Nominierungen

### Bester programmfüllender Spielfilm
präsentiert von Iris Berben und Bernd Neumann
| Auszeichnung        | Filmtitel     | Produktion                                                                      |
| ------------------- | ------------- | ------------------------------------------------------------------------------- |
| Filmpreis in Gold   | Oh Boy        | Marcos Kantis und Alexander Wadouh, Regie: Jan-Ole Gerster                      |
| Filmpreis in Silber | Hannah Arendt | Bettina Brokemper, Regie: Margarethe von Trotta                                 |
| Filmpreis in Bronze | Lore          | Karsten Stöter, Benny Drechsel, Liz Watts und Paul Welsh, Regie: Cate Shortland |

Außerdem nominiert:
- Quellen des Lebens – Produktion: Stefan Arndt, Regie: Oskar Roehler
- Die Wand – Produktion: Rainer Kölmel und Wasiliki Bleser Regie: Julian Roman Pölsler
- Cloud Atlas – Produktion: Stefan Arndt, Grant Hill, Lana Wachowski, Andy Wachowski und Tom Tykwer, Regie: Lana Wachowski, Andy Wachowski und Tom Tykwer

### Bester programmfüllender Dokumentarfilm
More than Honey – Produktion: Helmut Grasser, Thomas Kufus und Pierre-Alain Meier Regie: Markus Imhoof
- Vergiss mein nicht – Produktion: Carl-Ludwig Rettinger und Martin Heisler, Regie: David Sieveking
- Die Wohnung – Produktion: Thomas Kufus und Arnon Goldfinger, Regie: Arnon Goldfinger

### Bester programmfüllender Kinderfilm
Kaddisch für einen Freund – Produktion: Martin Bach, Regie: Leo Khasin
- Das Haus der Krokodile – Produktion: Christian Becker, Regie: Cyrill Boss und Philipp Stennert

### Beste darstellerische Leistung – männliche Hauptrolle
Tom Schilling – Oh Boy
- Edin Hasanović – Schuld sind immer die Anderen
- Sabin Tambrea – Ludwig II.

### Beste darstellerische Leistung – weibliche Hauptrolle
Barbara Sukowa – Hannah Arendt
- Martina Gedeck – Die Wand
- Birgit Minichmayr – Gnade

### Beste darstellerische Leistung – männliche Nebenrolle
Michael Gwisdek – Oh Boy
- Robert Gwisdek – Das Wochenende
- Ernst Stötzner – Was bleibt

### Beste darstellerische Leistung – weibliche Nebenrolle
Christine Schorn – Das Leben ist nichts für Feiglinge
- Margarita Broich – Quellen des Lebens
- Friederike Kempter – Oh Boy

### Beste Regie
Jan-Ole Gerster – Oh Boy
- Margarethe von Trotta – Hannah Arendt
- Lana Wachowski, Andy Wachowski und Tom Tykwer – Cloud Atlas

### Bestes Drehbuch
Jan-Ole Gerster – Oh Boy
- Pamela Katz und Margarethe von Trotta – Hannah Arendt
- Anna Maria Praßler – Schuld sind immer die Anderen

### Beste Kamera/Bildgestaltung
John Toll und Frank Griebe – Cloud Atlas
- Adam Arkapaw – Lore
- Jakub Bejnarowicz – Gnade

### Bester Schnitt
Alexander Berner – Cloud Atlas
- Anne Fabini – More than Honey
- Anja Siemens – Oh Boy

### Bestes Szenenbild
Uli Hanisch und Hugh Bateup – Cloud Atlas
- Susann Bieling – Die Abenteuer des Huck Finn
- Udo Kramer – Die Vermessung der Welt

### Bestes Kostümbild
Kym Barrett und Pierre-Yves Gayraud – Cloud Atlas
- Stefanie Bieker – Lore
- Frauke Firl – Hannah Arendt
- Thomas Oláh – Die Vermessung der Welt

### Bestes Maskenbild
Daniel Parker und Jeremy Woodhead – Cloud Atlas
- Jeannette Latzelsberger, Gregor Eckstein, Elke Lebender, Stephanie Däbritz und Julia Rinkl – Quellen des Lebens
- Astrid Weber – Hannah Arendt

### Beste Filmmusik
The Major Minors und Cherilyn MacNeil – Oh Boy
- Max Richter – Lore
- Tom Tykwer, Johnny Klimek und Reinhold Heil – Cloud Atlas

### Beste Tongestaltung
Christian Bischoff, Uwe Haussig und Johannes Konecny – Die Wand
- Benjamin Krbetschek und Holger Lehmann – Du hast es versprochen
- Stefan Soltau, Björn Wiese und Dominik Rätz – Gnade
- Markus Stemler, Ivan Sharrock, Frank Kruse, Matthias Lempert, Roland Winke und Lars Ginzel – Cloud Atlas

### Ehrenpreis für herausragende Verdienste um den deutschen Film
Werner Herzog

### Publikumspreis
gewählt unter den zwölf zuschauerstärksten deutschen Filmen des vergangenen Jahres in einer Online-Abstimmung auf der Internetseite der TV Spielfilm
Schlussmacher
- Türkisch für Anfänger
- Kokowääh 2
- Russendisko
- Hanni & Nanni 2
- Schutzengel
- Mann tut was Mann kann
- Die Vermessung der Welt
- Cloud Atlas
- Jesus liebt mich
- Die Vampirschwestern
- Fünf Freunde 2